# HD 23193
HD 23193，又名BD+36 742，SAO 56675、HR 1133，是一颗恒星，视星等为5.59，位于銀經157.64，銀緯-14.49，其B1900.0坐标为赤經3h 38m 2.9s，赤緯+36° -14.49′ 40″。